# Kapf
Kapf är ett berg i Österrike.   Det ligger i distriktet Feldkirch och förbundslandet Vorarlberg, i den västra delen av landet, 500 km väster om huvudstaden Wien. Toppen på Kapf är 1 153 meter över havet, eller 47 meter över den omgivande terrängen. Bredden vid basen är 0,54 km.
Terrängen runt Kapf är varierad. Runt Kapf är det ganska tätbefolkat, med 144 invånare per kvadratkilometer.. Närmaste större samhälle är Dornbirn, 9,0 km nordost om Kapf. 
I omgivningarna runt Kapf växer i huvudsak blandskog.